# Sphaeronella atyli
Sphaeronella atyli är en kräftdjursart som beskrevs av Hansen 1897. Sphaeronella atyli ingår i släktet Sphaeronella, och familjen Nicothoidae. Arten är reproducerande i Sverige.